# 井上亮 (ジャーナリスト)
井上 亮（いのうえ まこと、1961年 - ）はジャーナリスト。
大阪府生まれ。1986年関西学院大学法学部を卒業し日本経済新聞社に入社。東京、大阪の社会部で警視庁、大阪府警、宮内庁、法務省などを担当。長岡支局長を経て社会部編集委員。2024年4月に日本経済新聞社を定年退職し著述に専念している。
宮内庁長官富田朝彦の「富田メモ」報道で2006年度新聞協会賞を受賞。2022年度日本記者クラブ賞を受賞。

## 著書
- 『新潟の勘ちがい 日経長岡支局メールレター』博進堂、2006
- 『非常時とジャーナリズム』日本経済新聞出版社・日経プレミアシリーズ新書、2011
- 『焦土からの再生 戦災復興はいかに成し得たか』新潮社、2012
- 『天皇と葬儀 日本人の死生観』新潮社・新潮選書、2013
- 『熱風の日本史』日本経済新聞出版社、2014
- 『忘れられた島々「南洋群島」の現代史』平凡社新書、2015
- 『昭和天皇は何と戦っていたのか　『実録』で読む87年の生涯』小学館、2016
- 『天皇の戦争宝庫　知られざる皇居の靖国「御府」』筑摩書房・ちくま新書、2017
- 『象徴天皇の旅　平成に築かれた国民との絆』平凡社新書、2018
- 『比翼の象徴　明仁・美智子伝』岩波書店（上中下）、2024年7月-11月

上．戦争と新生日本、中．大衆の天皇制、下．平成の革命
- 『宮内庁長官　象徴天皇の盾として』講談社現代新書、2025年5月

### 共編著
- 『「東京裁判」を読む』半藤一利・保阪正康共著、日本経済新聞出版社、2009。日経ビジネス人文庫、2012
- 『「BC級裁判」を読む』半藤一利・秦郁彦・保阪正康共著、日本経済新聞出版社、2010。日経ビジネス人文庫、2015
- 『平成と天皇』半藤一利・保阪正康共著、大和書房、2019
- 半藤一利『いま戦争と平和を語る』編 日本経済新聞出版社、2010。日経ビジネス人文庫、2015
- 西村秀一『新型コロナ「正しく恐れる」』『―2 問題の本質は何か』編 藤原書店、2020-21